# Rádio Itatiaia
Rádio Itatiaia é uma emissora de rádio brasileira sediada em Belo Horizonte, capital do estado de Minas Gerais. Opera no dial AM 610 kHz (concessionado em Nova Lima) e FM 95,7 MHz (concessionado em Pedro Leopoldo).

## História

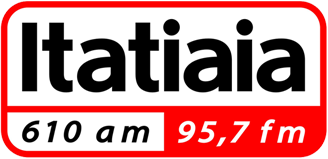
Logotipo utilizado pela emissora entre 2004 e 2022

Fundada em 20 de janeiro de 1952 pelo jornalista e radialista Januário Laurindo Carneiro, teve como lema Nós vendemos espaço, não vendemos opinião. Conta com uma programação voltada para esportes (sempre presente na cobertura de grandes eventos),  jornalismo, prestação de serviços e entretenimento. Inicialmente, sua sede era em Nova Lima, sendo transferida para a capital anos depois. Em 2000, passou a ser transmitida também pela FM 95,7 MHz, onde operava a irmã Itatiaia FM desde 1992.
Em 13 de maio de 2021, após quase 70 anos sob o comando da família Carneiro, a Rádio Itatiaia e suas emissoras foram adquiridas pelo empresário Rubens Menin, proprietário da MRV, do Inter e da Novus Mídia (controladora da CNN Brasil), surpreendendo o mercado radiofônico mineiro. A venda incluiu ainda a Jovem Pan FM Ipatinga, também pertencente a Rede Itatiaia de Comunicação, e a concessão do canal 32 UHF de Belo Horizonte, arrendada à TV WSN. Apenas a Extra FM e a concessão da 97.1 FM de Timóteo, esta arrendada à Vox 97 FM, não foram inclusas na transação, continuado sob o comando dos antigos proprietários.
Em fevereiro de 2022, a Rádio Itatiaia se torna a emissora mais ouvida do Brasil, segundo pesquisa da Kantar IBOPE Media. Em agosto do mesmo ano, a emissora deixou seus antigos estúdios na Rua Itatiaia, no Bonfim, e mudou-se para uma nova sede, com 2.840 m² no Edifício Barão Offices, no bairro Buritis.